# A Cor do Som ao vivo no Montreux International Jazz Festival
A Cor do Som - Ao vivo no Montreux International Jazz Festival é o segundo álbum musical do grupo A Cor do Som. Lançado em 1978, o álbum traz a gravação do primeiro show de um grupo brasileiro na história deste tradicional festival de jazz. A banda entrou no line-up do evento após ser convidada pelo seu idelizador, Claude Nobs, que os conheceu numa festa promovida pela gravadora Warner.
Com um virtuosismo exacerbado, o grupo apresentou material quase todo inédito. Uma característica que destaca este disco do anterior é o maior uso de instrumentos elétricos e sintetizadores, como na versão de "Espírito Infantil".
Apesar da qualidade musical estupenda e da grande criatividade da banda, o disco, assim como seu antecessor, teve vendas baixíssimas, levando a gravadora WEA a pressionar os integrantes do grupo para que passassem a apresentar, além das peças instrumentais habituais, números cantados. Esta fórmula foi adotada, com alguma relutância, no álbum seguinte, "Frutificar", e revelou-se extraordinariamente bem-sucedida, fazendo o conjunto alcançar grande sucesso comercial no final da década de 1970 e nos anos 1980. Ainda sim, Ao Vivo Em Montreux é considerado por muitos críticos um dos discos pós-tropicalistas mais importantes do Brasil e da banda.

## Repertório
| Lado A |                     |                                                  |         |  |
| N.º    | Título              | Compositor(es)                                   | Duração |  |
| 1.     | "Dança Saci"        | Mú Carvalho                                      | 2:20    |  |
| 2.     | "Chegando da Terra" | Armandinho                                       | 4:50    |  |
| 3.     | "Arpoador"          | Dadi/ Mú Carvalho/ Gustavo Schroeter/ Armandinho | 10:27   |  |

| Lado B |                     |                                                  |         |  |
| N.º    | Título              | Compositor(es)                                   | Duração |  |
| 4.     | "Cochabamba"        | Moraes Moreira/ Aroldo Macedo                    | 6:55    |  |
| 5.     | "Brejeiro"          | Ernesto Nazareth                                 | 3:40    |  |
| 6.     | "Espírito Infantil" | Mú Carvalho                                      | 2:10    |  |
| 7.     | "Festa na Rua"      | Dadi/ Mú Carvalho/ Gustavo Schroeter/ Armandinho | 2:48    |  |
| 8.     | "Eleanor Rigby"     | John Lennon/ Paul McCartney                      | 3:48    |  |

## Créditos Musicais
- Armandinho - guitarra, Guitarra baiana
- Dadi - Baixo elétrico
- Mú Carvalho - Teclados e Sintetizadores
- Gustavo Schroeter - Baterias
- André Maceda - percussão
- Ary Dias - percussão